# Blondie en Blinkie
Blondie en Blinkie is een Belgische humoristische stripreeks met Jijé (Joseph Gillain) als schrijver en tekenaar. Jijé tekende deze strip - aanvankelijk Wietje en Krol geheten - eerst voor het katholieke weekblad Petits Belges vanaf 1939. Later verscheen Blondie en Blinkie in het stripblad Spirou / Robbedoes. Jijé gaf aan dat hij Blondie en Blinkie creëerde als een reactie op het paternalisme van Kuifje in Afrika van Hergé. De zwarte Blinkie toont zich vaak doortastender dan de blanke Blondie. In 1954 stopte Jijé met deze komische reeks omdat hij te veel in beslag werd genomen door zijn realistisch werk.

## Albums
Alle albums (behalve De nieuwe avonturen van Blondie en Blinkie door Victor Hubinon) zijn geschreven en getekend door Jijé.
| Nummer | Titel                                              | Uitgeverij(s)           |
| ------ | -------------------------------------------------- | ----------------------- |
| 1      | Wietje en krol in Amerika                          | De Goede Pers - Altiora |
| 2      | Wietje en krol in strijd met de gangsters          | De Goede Pers - Altiora |
| 3      | Jonge vleugels                                     | De Goede Pers - Altiora |
| 4      | De nieuwe avonturen van Blondie en Blinkie         | Dupuis                  |
| 5      | Blondie en Blinkie in Mexico                       | Dupuis                  |
| 6      | De blanke neger                                    | Dupuis                  |
| 7      | Kamiliola                                          | Dupuis                  |
| 8      | Stilte we draaien!                                 | Dupuis                  |
| 9      | Blondie en Blinkie ontdekken de vliegende schotels | Dupuis, Heinzelmännchen |

In 1963 keerden Blondie en Blinkie nog eenmaal in het weekblad terug in een kortverhaal genaamd De heerlijke kerstmis van Blondie en Blinkie dat in 1978 in het album Kerstverhalen van de reeks Het beste uit Robbedoes werd opgenomen.

## Trivia
In het laatste album van Blondie en Blinkie voerde Jijé een Afrikaanse marsupilami op. In tegenstelling tot de marsupilami van André Franquin had deze marsupilami geen staart en was hij enkel geïnteresseerd in eten. Met deze knipoog reageerde Jijé op de in zijn ogen te perfecte marsupilami van Franquin.